# Estructura arbòria
Les estructures arbòries són un dels sistemes d'emmagatzemar informació emprades en informàtica.

## Introducció
A la informàtica, se cerquen maneres d'emmagatzemar informació de manera eficient pel que fa a costos en temps. Una manera és mitjançant els arbres. Els contenidors són jeràrquics. Exemples:
```
director /
+-------------+-------------+ +--------+---------+--------+
cap de cap de cap de usr home etc bin
depart. depart. depart. +-----+-----+
+---------+ bin etc sbin
cap de cap de
secció secció
```

Els elements d'un arbre s'anomenen nodes i poden contenir subarbres.
El grau d'un node és el nombre de subarbres que pengen d'ell.
Un node és una fulla si el seu grau és zero.
L'arrel d'un arbre és aquell node que no penja de cap arbre.
L'alçada d'un node és la longitud del camí més llarg per anar des d'aquell node fins a una fulla.
L'alçada d'un arbre és l'alçada de la seva arrel.

## Definició d'arbres binaris
Donat un conjunt C (tipus elem), un arbre binari és o bé un arbre buit o bé un node x i dos arbres binaris A1 i A₂. Exemples d'arbres binaris:
```
_
|_| (3) (6)
/ \ / \
-- -- (3) (2)
```

Per conveni, els subarbres buits no es representen i els cercles dels nodes tampoc.

## Definició d'arbres generals
Un arbre general és un element x i un bosc A1, A₂, ..., An. Un bosc és una seqüència (possiblement buida) d'arbres generals.

## Definició d'arbresm-aris
Un arbre és m-ari si cada node o bé té 0 fills o bé en té exactament m.

## Recorreguts d'arbres binaris

### Recorregut en preordre
Per a cada subarbre: 
- si és buit, no es fa res.
- sinó:
- # es visita la seva arrel
- # es recorre en preordre el fill esquerre
- # es recorre en preordre el fill dret

Exemple:
```
A
+-----|----+ 
B F
/ \ / \
X Y H ---> A B X Y Q F H
/ \
Q
```

esquema preordre (a: arbre binari)
```
si ¬ buit (a):
"visitar" arrel(a)
preordre (fill_esq(a))
preordre (fill_dre(a))
```

### Recorregut en postordre
Per a cada subarbre: 
- si és buit, no es fa res.
- sinó:
- # es recorre en postordre el fill esquerre
- # es recorre en postordre el fill dret
- # es visita la seva arrel

Exemple:
```
A
+-----|----+ 
B F
/ \ / \
X Y H ---> X Q Y B H F A
/ \
Q
```

esquema postordre (a: arbre binari)
```
si ¬ buit (a):
postordre (fill_esq(a))
postordre (fill_dre(a))
"visitar" arrel(a)
```

### Recorregut en inordre
Per a cada subarbre: 
- si és buit, no es fa res.
- sinó:
- # es recorre en inordre el fill esquerre
- # es visita la seva arrel
- # es recorre en inordre el fill dret

Exemple:
```
A
+-----|----+ 
B F
/ \ / \
X Y H ---> X B Q Y A H F
/ \
Q
```

esquema inordre (a: arbre binari)
```
si ¬ buit (a):
inordre (fill_esq(a))
"visitar" arrel(a)
inordre (fill_dre(a))
```

### Recorregut per nivells
Els nodes es visiten de dalt a baix i, per cadascun dels nivells, d'esquerra a dreta
Exemple:
```
A
+-----|----+ 
B F
/ \ / \
X Y H ---> A B F X Y H Q
/ \
Q
```

## Arbres binaris de cerca (ABC)
Un arbre és un arbre binari de cerca (en anglès, Binary Search Tree, BST) si per cada node x que tingui un arbre esquerre (E) i un arbre dret (D) tenim que totes les claus y que pertanyen a E són menors que x i totes les claus z que pertanyen a D són més grans que x. Exemples:
```
3 10
+---------------+ +----------------+
2 7 8 15
/ / \ / \ / \
0 6 9 6 
12
 13 17
/ /
4 
9

\ \
5 11
```

L'arbre de l'esquerra és un ABC; el de la dreta no perquè al fill esquerre de l'arrel hi ha un 12 que és menor que 10 (hauria d'estar al fill dret) i al fill dret de l'arrel hi ha un 9 que és menor que 10 (hauria d'estar al fill esquerre).
Es compleix que un recorregut en inordre d'un ABC dona els elements ordenats de menor a major. Hi ha un teorema que diu que l'alçada mitjana d'un ABC construït a partir de n elements aleatoris és logarítmica respecte als n elements, és a dir, que si tenim 8 elements aleatoris, l'alçada mitjana de l'arbre resultant serà 2.
Les operacions que podem fer a un ABC són: cerca d'un element, consulta de l'element d'un node (si existeix), inserció d'un element (se cerca l'element x a inserir i, si no el trobem, l'inserim al node buit trobat) i esborrats. A efectes de cost, totes les operacions triguem un temps logarítmic respecte la talla de l'entrada.

## Arbres equilibrats i AVL
Un ABC és equilibrat si la seva alçada és semprelogarítmica per n nodes. Un ABC és un AVL (Adelson-Velskii i Landis, 1963) si per cadascun dels seus nodes, la diferència en valor absolut de les alçades dels seus fills és menor o igual que 1. Es defineix que l'alçada de l'arbre buit és −1 i que l'alçada d'un node és 1 + màx(alçada(fill_esquerre), alçada(fill_dret)).
Lema: un AVL amb n nodes té alçada menor o igual que {\displaystyle 1{,}44\cdot \log _{2}(n)-0{,}328} (alçada logarítmica).